# 日曜特集
『日曜特集』（にちようとくしゅう）は、1981年4月19日から7月19日、および1981年9月6日から9月27日までTBS系列で放送されていたTBS製作の情報番組である。全13回。

## 概要
1981年当時の重大な出来事、社会的大事件、スターの珍事などを取り上げ、関係者の声も交えながらリポートしていた。司会は、『JNNニュースコープ』キャスターの古谷綱正が務めていた。

## 放送時間
いずれも日本標準時。
- 日曜20:00 - 20:55 （1981年4月19日 - 1981年7月19日）
- 日曜19:30 - 20:55 （1981年9月6日 - 1981年9月27日）

放送休止前までは日曜20時のみに放送の55分番組だったが、放送再開後には19時30分からの30分枠も吸収して85分番組になっていた。当時TBSでは19時30分から20時までが三菱電機の一社提供となっていたため、休止期間中にこの時間帯に放送されていた単発特番ならびに放送再開してからのラスト1か月分では、20時までが三菱電機の一社提供で、それ以後が三菱電機以外の複数社提供で放送されていた。

## サブタイトル
- 長嶋茂雄と時事放談
- 歌います!!熱狂の漫才ライブ決定版
- 裕次郎 生との戦い
- 革新大統領誕生 パリは変わるか（ミッテラン大統領関連）
- 名大関から親方へ！貴ノ花感動の断髪
- 今だから話そう！芸能界の真相
- 話題作が続々登場！ヒットアニメ登場
- スターの結婚
- 波瀾万丈 岸壁の母遂に逝く
- 現代に生きる霊と怪奇（ここまで60分）

（この間、90分単発特番放送の影響で放送を休止）
- さようならカンムリワシ 具志堅用高の栄光の奇跡（ここから90分枠）
- 最前線!!ロボットをよろしく
- 宇宙への挑戦

## 参考資料
- 毎日新聞縮刷版[どれ?]

| TBS 日曜20:00枠 | TBS 日曜20:00枠                            | TBS 日曜20:00枠 |
| 前番組 | 番組名                                     | 次番組 |
| --- | ------------------------------------------ | --- |
| 天皇の料理番 （1980年10月19日 - 1981年3月22日）                                                                               | 日曜特集 （1981年4月19日 - 1981年7月19日） | 単発特番 （1981年7月26日 - 1981年8月30日） ※19:30 - 20:55                                                                                 |
| TBS 日曜19:30枠 （20時までは三菱電機の一社提供）                                                                              |                                            | |
| 反応ゲーム2つに1つ （1980年10月19日 - 1981年7月19日） ※19:30 - 20:00単発特番 （1981年7月26日 - 1981年8月30日） ※19:30 - 20:55 | 日曜特集 （1981年9月6日 - 1981年9月27日）  | 人間ふしぎ不思議 （1981年10月11日 - 1983年3月13日） ※19:30 - 20:00関ヶ原（分割放送版） （1981年10月11日 - 1981年11月29日） ※20:00 - 20:55 |